# Губернатор (САЩ)
Губернаторът (на английски: Governor) в Съединените щати оглавява изпълнителната власт на всеки щат в американската федерация.

## Описание на длъжността
Федерацията се ръководи от президент, който е ръководител на органите на изпълнителната власт на федералното правителство. Всеки един от петдесетте щата, съставляващи федерацията, се ръководи от губернатор, който е начело на органите на изпълнителната власт на съответния щат. Губернаторът, който не е подчинен на федералните власти, е политически и церемониален управител на щата. Губернаторът има и други функции, като например: върховното командване на националната гвардия на щата, правото на вето върху законите на щата и правото да помилва щатските затворници.